# Acrônimo de três letras
Um acrônimo de três letras ou abreviação de três letras, também conhecido como TLA (do inglês three-letter acronym ou three-letter abreviation), é um tipo particular de acrônimo que ultimamente vem sendo associado à informática
O acrônimo de três letras consiste de letras que são comumente as letras iniciais de uma locução ou palavra abreviada e são escritas em maiúsculas.
Em informática o ATL é usado frequentemente, ou a cada vez que se refere a um arquivo digital, ao menos desde a advenção do sistema operacional DOS que já usava ATL como sufixo de arquivos no formato 8.3.

## Formação dos ATLs
Os acrônimos de três letras referem-se, stricto sensu, apenas a agrupamentos de iniciais que são pronunciáveis como palavras como DOS ou AVI que de outro modo seriam denominadas mais apropriadamente por siglas.
Em computação, acrônimos formados por simples abreviação são mais comuns. Outra formação bastante frequente é o agrupamento de três consoantes onde as vogais intermediárias foram eliminadas, como na escrita consonântica.
Abreviações de três letras como etc, Sra. ou ainda monogramas de nomes próprios não são ATLs propriamente ditos, pois seguem normas e recomendações gramaticais específicas.

## Estatísticas
O número possível de abreviações de três letras usando as 26 letras do alfabeto de A a Z (AAA, AAB... até AAY, ZZZ) é 26 x 26 x 26 = 17.576. Outras 26 x 26 x 10 = 6.760 podem ser produzidas se o terceiro elemento for um dígito de 0-9, dando um total de 24.336.
Razões de ordem econômica levam ao acrônimo de três letras. Assim, UTI pronunciado como acrônimo u-ti seria mais econômico que a pronúncia corrente: u-tê-i de três sílabas. No entanto, na língua escrita a sigla UTI funciona perfeitamente como uma abreviação.

## Exemplos
ATL = Acrônimo de três letras
TLA = Three-Letter Acronym
AVC = Acidente Vascular Cerebral
CEP = Código de Endereçamento Postal
ONU = Organização das Nações Unidas
WWW = World Wide Web
UCP = Unidade Central de Processamento
JPG = Join Photographic expert Group
MPG = Motion Picture expert Group
MP3 = MPEG layer 3
TXT = TeXT
LRC = LyRiC